# تیمو لاویکائینن
تیمو لاویکائینن (فنلاندی: Timo Lavikainen؛ زادهٔ ۱۹۷۴ میلادی) بازیگر اهل فنلاند است.
از فیلم‌هایی که وی در آن‌ها نقش داشته است، می‌توان به ناخن‌گیر سگ و قلب یک شیر اشاره نمود.